# L'occhio nel triangolo
L'occhio nel triangolo (Shock Waves) è un film del 1977 diretto da Ken Wiederhorn. È una pellicola horror con spunti fantascientifici statunitense incentrata sul tema degli "zombi nazisti".

## Trama
Un gruppo di studiosi appassionati di relitti navali, imbarcatosi su una nave, si imbatte nel relitto di una nave appartenuta alla Germania nazista durante la seconda guerra mondiale. 
A causa di un'avaria alla loro imbarcazione, il gruppo è costretto ad abbandonarla e a rifugiarsi su un'isola poco distante.
Esplorando l'isola inizialmente disabitata vi trovano infine una villa. Esplorando l'edificio fatiscente essi notano una vasca per i pesci vivi comprendendo che lì qualcuno ci abita. Contemporaneamente a questo, dal relitto della nave esce fuori un soldato tedesco munito di occhiali che cammina sul fondale marino senza mostrare alcun problema di respirazione. Usciti infine dall'acqua essi avanzano verso l'isola. Improvvisamente una musica inizia a suonare per l'abitazione. Una voce rompe il silenzio rivelandosi l'unico abitante. Lo scorbutico padrone della villa li ammonisce perentoriamente ad abbandonare l'isola al più presto prima che sia tardi. Alla rivelazione che da il gruppo sul fatto che si sono incagliati sul relitto della vecchia nave la voce presenta un tono di terrore chiedendo infine come si chiamava la nave. Il gruppo afferma di avere letto sulla prua Keiser bih.
L'uomo si presenta infine da una finestra rilevando che non vi è alcun mezzo di comunicazione con la terra ferma. Uscito all'aperto raggiunge la riva osservando con terrore il relitto della nave in lontananza. Intanto il soldato nazista, esaminata brevemente l'isola, ritorna in mare scomparendo tra i suoi flutti. Il gruppo, ormai stremato, decide infine di dormire nella villa per la notte, mentre fuori scoppia una tempesta. Giunte le prime luci dell'alba, dal mare emerge un gruppo di soldati nazisti muniti di spessi occhiali e dalla pelle sbiancata e cadaverica. Giungendo sull'isola uccidono subito uno del gruppo che era uscito nel bosco per fare provviste. Il proprietario dell'isola, avverte gli altri rimanenti di un battello a vela e che lo possono usare per andarsene, intimandogli di farlo al più presto. Il gruppo entrato nel bosco trovano infine il corpo del loro compagno, vedendo infine il gruppo di soldati nazisti che li osserva da lontano. Fatto ritorno alla villa il gruppo entra nelle stanze private del proprietario trovandovi vecchi cimeli e una bandiera appartenente al periodo nazista. Il proprietario li rimprovera del perché non se ne sono andati quando glielo aveva intimato. Uno del gruppo gli mostra una targhetta di grado nazista rivelando che il loro amico è stato ucciso dai misteriosi soldati tedeschi con gli occhiali. Il proprietario della villa ammette infine che è troppo tardi e che presto verranno tutti uccisi decidendo infine di raccontare la verità: egli rivela di essere stato in passato il comandante di quei soldati durante la guerra. Il comandante rivela che nei periodi della seconda guerra mondiale, l'esercito tedesco stava cercando di creare un'arma perfetta: un super soldato in grado di combattere in qualsiasi tipo di ambiente e di avversità climatica. Tuttavia le alte sfere naziste non erano soddisfatte di tale cosa e cercarono di creare un soldato in grado di combattere sott'acqua senza bisogno di respirare. Ciò avrebbe potenziato tremendamente l'arsenale bellico della marina tedesca. I soldati vennero creati dai cadaveri di soldati morti durante la guerra, selezionandoli da quelli che si erano distinti per crudeltà e ferocia. Il gruppo militare di tale esperimento venne chiamato Undisie Corpe. Venne così creato un gruppo di zombi nazisti subacquei, dall'esercito hitleriano. I soldati zombie-nazisti si mostrarono subito estremamente efficienti e impareggiabili in battaglia. Tuttavia emersero subito grossi problemi poiché non vi era modo di controllarli e che uccidevano a vista senza più fermarsi. Gli Undisie Corpe vennero infine ritirati per ulteriori studi. Prossima a finire la guerra, il comandante scappò alla cattura da parte dei nemici con il suo gruppo fuggendo in mare, in attesa di nuovi ordini, i quali non giunsero mai. Comprendendo che la guerra era ormai finita, il comandante fece affondare la nave nella speranza di distruggere il plotone di soldati zombie, rimanendo sull'isola come guardiano, nel caso essi fossero sopravvissuti. Ciò alla fine si rivelò esatto ed essi riemersero dalle acque pronti a tornare ad uccidere. Per i soldati zombie nazista il tempo si è fermato: credono che la guerra non sia finita, e non v'è modo di fermarli. Credendo che il loro comandante li abbia traditi intendono uccidere anche lui.
La mattanza sopraggiunge: ad uno ad uno i membri dell'equipaggio finiscono vittime degli zombi ariani. Tra fughe per l'isola e nella villa, alla fine l'unica sopravvissuta si ritroverà in un letto d'ospedale a raccontare la terrificante avventura.

## Produzione
Il trucco degli zombi nazisti è opera di Alan Ormsby. Alcune fonti citano Fred Olen Ray, non accreditato, tra i produttori esecutivi.

## Distribuzione
La pellicola è stata distribuita in ambito anglosassone anche coi titoli alternativi Almost Human e Death Corps.
La versione in lingua originale è stata distribuita in DVD a cura della Alan Young Pictures, con scene tagliate e abbondanti contenuti.

## Critica
(Fantafilm)